# Lerista cinerea
Lerista cinerea är en ödleart som beskrevs av  Allen E. Greer MCDONALD och LAWRIE 1983. Lerista cinerea ingår i släktet Lerista och familjen skinkar. Inga underarter finns listade i Catalogue of Life.